# رادولا گاجدا
رادولا گاجدا ((به چکی: Radola Gajda); ۱۴ فوریهٔ ۱۸۹۲ – ۱۵ آوریل ۱۹۴۸) که با نام رودولف گایدل به دنیا آمد یکی از سیاستمداران و فرماندهان نظامی اهل جمهوری چک بود.

## سال‌های نخستین
پدر گایدل افسر ارتش اتریش-مجارستان و مادرش از یک خانواده نژاده مونته‌نگرویی فقیر بود. آن‌ها مدتی در کوتور ساکن بودند و سپس به کییوف در موراویا رفتند. رودولف در آنجا یک سال خدمت سربازی را در موستار گذراند و سپس به بالکان رفت و شاید هم در جنگ‌های بالکان در سال‌های ۱۹۱۲ و ۱۹۱۳ میلادی شرکت نمود. با آغاز جنگ جهانی اول گایدل به ارتش اتریش-مجارستان پیوست و در دالماسی و سارایوو خدمت کرد. او در سپتامبر ۱۹۱۵ در ویشه‌گراد بوسنی و هرزگوین اسیر شد.

## لژیون چکسلواکی
گایدل پس از اسارت به سرعت تغییر موضع داد و به ارتش مونته‌نگرو پیوست و به کمک تجربیاتی که در داروسازی داشت ادعا نمود که پزشک است. با شکست ارتش مونته‌نگرو در سال ۱۹۱۶ میلادی گایدل به امپراتوری روسیه فرار کرد و آنجا در گردان صرب‌ها پزشک بود.
با نابودی گردان صرب‌ها، رودولف به لژیون چکسلواکی پیوست و در نبرد زوبوریف (۱۹۱۷) توانست توانایی‌های فرماندهی خود را اثبات نماید و راه پیشرفت در لژیون را برای خویش هموار سازد.
هنگام تخلیه لژیون چکسلواکی در مه ۱۹۱۸ میلادی از طریق راه‌آهن سراسری سیبری درگیری میان این واحد و بلشویک‌ها شکل گرفت و سربازان لژیون به سرعت بخش‌های بزرگی از راه‌آهن را در شرق رود ولگا به اشغال خویش درآوردند. گاجدا فرمانده نیروهای لژیون در بخش نووسیبیرسک را به عهده داشت و تاکتیک‌های نظامی تهاجمی او که گاهی برخلاف دستور فرماندهان بالاتر بود کمک کرد تا بلشویک‌ها شکست خورده و تمام واحدهای لژیون بتوانند به یکدیگر متصل شوند. این مسئله به درگیری گاجدا با توماش ماساریک انجامید که خواستار بی‌طرفی لژیون در جنگ داخلی روسیه بود.
پس از گرفتن شهر یکاترینبورگ توسط لژیون چکسلواکی و ارتش سفید در ژوئیه ۱۹۱۸ میلادی گاجدا ستاد خود را در خانه ایپاتیف برپا ساخت، همانجایی که چند روز پیش از رسیدن سفیدها خانواده سلطنتی روسیه به دست بلشویک‌ها کشته شدند (اعدام خانواده رومانوف). مهم‌ترین عملیات لژیون در این ایام فتح پرم بود که در آن ۲۰ هزار نفر اسیر گرفتند و ۵۰۰۰ واگن قطار به علاوه ۶۰ توپ و ۱۰۰۰ مسلسل به دست لژیون افتاد. گاجدا که در میان لژیون و جنبش سفید پرطرفدار بود درجه سرلشکری یافت و به «ببر سیبری» معروف شد. مدتی بعد هم گاجدا دعوت الکساندر کولچاک را پذیرفت و فرماندهی ارتش سفید را به عهده گرفت.
پیروزی‌های گاجدا در این ایام کمتر شد. ارتش سرخ ابتکار عمل را به آرامی به دست می‌گرفت و در نهایت گاجدا در ۵ ژوئیه ۱۹۱۹ از مقام خود عزل شد. مدتی بعد گاجدا که در شورش ناموفق ۱۷ نوامبر ۱۹۱۹ میلادی حزب سوسیالیست انقلابی علیه کولچاک نقش داشت از سیبری خارج شد و به اروپا رفت.

## خدمت نظامی در چکسلواکی

پوستری از گاجدا.

گاجدا در اوایل سال ۱۹۲۰ میلادی به چکسلواکی رسید و مقام امیری ارتش به او داده شد اما واحدی برای فرماندهی به او سپرده نشد. مدتی بعد در نوامبر ۱۹۲۰ میلادی او برای تحصیلات نظامی به فرانسه فرستاده شد که آنجا علاوه بر این در کشاورزی هم به تحصیل مشغول شد.
دو سال بعد گاجدا به چکسلواکی بازگشت و در ۹ نوامبر ۱۹۲۲ میلادی فرماندهی لشکر ۱۱ مستقر در کوشیتسه اسلواکی به او داده شد. جایی که به دلیل مشارکتش در زندگی مردم به سرعت میان اهالی محبوب شد. در ۱ دسامبر ۱۹۲۴ و هنگام مأموریت اوژن میتلهوزر در چکسلواکی گاجدا به سمت جانشین رئیس ستاد کل نیروهای مسلح در پراگ منصوب شد. در این دوران او با میتلهوزر و جانشینش موریس پله دچار مشکل شد و توانست با محدود کردن نفوذ عملیات فرانسوی‌ها این مأموریت را در ۱۹۲۶ پایان ببخشد. در ۲۰ مارس ۱۹۲۶ گاجدا سرپرست ستاد کل ارتش شد و در این موقعیت از افسران لژیون سابق در برابر افسرانی که پیشتر عضو ارتش اتریش-مجارستان بودند حمایت می‌کرد.
از آنجایی که گاجدا به صورت عملی خود را طرفدار فاشیسم نشان می‌داد با فشار رئیس‌جمهور توماش ماساریک مجبور به استعفا شد. البته در این میان حسادت، دسیسه‌های سیاسی و ترس از خطر تکرار کودتایی که در لهستان اتفاق افتاده بود هم مؤثر بودند.

## سیاست
در اواخر سال ۱۹۲۶ میلادی گاجدا در بنیان‌نهادن اجتماع فاشیست ملی که الگوگرفته از حزب ملی فاشیست ایتالیا بود نقش داشت. این حزب در انتخابات ۱۹۲۹ چند کرسی در پارلمان به دست آورد اما گاجدا در سال ۱۹۳۱ به خاطر برخی رسوایی‌ها در سال‌های پیش برای مدت کوتاهی زندانی شد.
در ژانویه ۱۹۳۳ میلادی شورشی در شهر برنو رخ داد که تلاشی بود از سوی ۸۰–۷۰ فاشیست محلی برای سرنگونی دولت از طریق کودتا. این شورش به سرعت سرکوب شد اما گاجدا روز بعد به دلیل تحریک کودتاچیان دستگیر شد. او ابتدا تبرئه شد اما فشارهای سیاسی موجب تجدیدنظر در حکم گشت و گاجدا محکوم به شش ماه حبس و رد مستمری سربازی شد.
اجتماع فاشیست ملی در انتخابات سال ۱۹۳۵ موفق‌تر بود و گاجدا هم به مجلس راه پیدا کرد. در آن روزگار حزب گاجدا گرایش ضدآلمانی زیادی داشت و از اقدام نظامی بر سر ناحیه سودتنلند که محل اختلاف با آلمان نازی بود حمایت می‌کرد. پس از توافقنامه مونیخ گاجدا برای نشان دادن مخالفت خود تمام نشان‌هایی را که از فرانسه و بریتانیا دریافت نموده بود را پس داد. در سال ۱۹۳۹ میلادی از گاجدا اعاده حیثیت شد و درجات نظامی‌اش به او بازپس داده شد. همچنین او در این ایام در تشکیل حزب اتحاد ملی (چکسلواکی) فعال بود.
در مارس ۱۹۳۹ میلادی چکسلواکی در آشفتگی سیاسی به سر می‌برد. کودتاهای متعددی در حال انجام بود که در یکی از آن‌ها قرار بود گاجدا رئیس کشور شد. همه این کودتاهای مبتدیانه شکست خوردند و چند روز بعد آلمان نازی تمام چکسلواکی را اشغال کرد.
در دوران اشغال چکسلواکی گاجدا به حاشیه رانده شد و از سیاست کناره گرفت. البته او در مواردی به مقاومت در چکسلواکی در برابر آلمان کمک می‌کرد که به همین دلیل هم توسط گشتاپو بازجویی شد. پس از پایان جنگ جهانی دوم گاجدا زندانی و شکنجه شد که در نتیجه آن بخش زیادی از بینایی خود را از دست داد.

## سال‌های پایانی

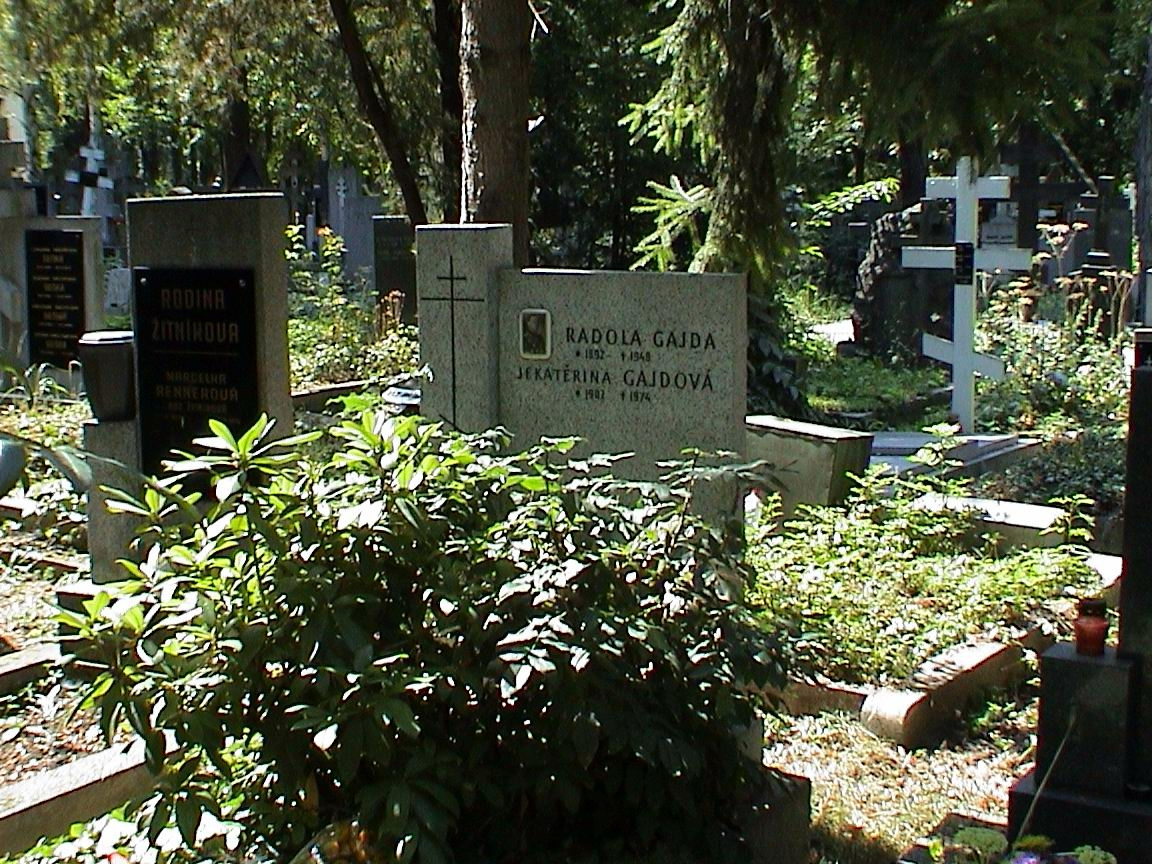
گور گاجدا در پراگ.

در آوریل ۱۹۴۷ میلادی گاجدا به اتهام «تبلیغ فاشیسم و نازیسم» محاکمه شد و دادستان برای او درخواست حبس ابد کرد. با این حال جرم گاجدا چندان مشخص نبود و تنها به دو سال حبس محکوم شد. گاجدا مدت کوتاهی پس از آزادی در بی‌پولی و در حالی که فراموش شده بود درگذشت.
او دارنده نشان‌هایی همچون لژیون دونور (فرمانده)، صلیب نظامی ۱۹۱۴-۱۹۱۸ (فرانسه)، نشان آنای مقدس (سنت آنا)، نشان گرمابه، لژیون دونور (افسر)، و نشان افتخار تولد لهستان بود.